# Kondratij Rylejew
Kondratij Fiodorowicz Rylejew (ros. Кондратий Федорович Рылеев; ur. 18 września?/29 września 1795 w Batowie, zm. 3 lipca?/15 lipca 1826 w Twierdzy Pietropawłowskiej, w Petersburgu) – rosyjski poeta romantyczny, tłumacz, publicysta, działacz społeczny i polityczny, dekabrysta – lider Towarzystwa Północnego, jeden z pięciu straconych przywódców powstania dekabrystów z 1825 r.

## Życiorys
Kondratij Rylejew urodził się 18 września?/29 września 1795 r. w rodzinnym majątku Batowo nad rzeką Oriedież (obecnie terytorium rejonu gatczyńskiego w obwodzie leningradzkim) w rodzinie emerytowanego oficera Fiodora Andriejewicza Rylejewa (1746–1814) i Anastazji Matwiejewny z domu Essen (1758–1824).
Ojciec należał do starej dworiańskiej rodziny Rylejewów, ale pracował jako zarządca majątku księżnej Warwary Golicyny, de domo Engelhardt. Według większości biografów Fiodor Rylejew nadużywał alkoholu, regularnie bił matkę i syna. Później przestał mieszkać z żoną i wyjechał do Kijowa, gdzie zmarł. Opinia o despotyczny usposobieniu ojca przyszłego dekabrysty bywa jednak podważana. Matka Rylejewa pochodziła z Niemców bałtyckich, ze szlacheckiego rodu Essenów. Kondratija Rylejewa łączyły z matką najserdeczniejsze uczucia, a wiele faktów z początków jego życia, a nawet wierszy, znanych jest historykom jedynie z zachowanych listów do matki.
W latach 1801–1814 (od szóstego roku życia) Rylejew pobierał nauki w I Korpusie Kadetów w Petersburgu. Z tego okresu też pochodzą jego pierwsze zachowane wiersze, zarówno liryczne, jak i satyryczne.
Kondratij Rylejew nie brał udziału w wojnie ojczyźnianej 1812 r. na terytorium Rosji. Po ukończeniu korpusu kadetów 10 lutego 1814 r. został awansowany do stopnia oficerskiego i przydzielony do 1 kompanii konnej 1 Rezerwowej Brygady Artylerii. Pomimo nazwy „Rezerwowa” brygada wchodził w skład czynnej armii rosyjskiej biorącej udział w walkach szóstej koalicji przeciwko napoleońskiej Francji i jej sojusznikom. Już 28 lutego 1814 r. Rylejew przebywał w Dreźnie, skąd pisał do matki. W tym mieście obowiązki rosyjskiego komendanta pełnił jego krewny, generał Michaił Nikołajewicz Rylejew. W marcu młody Rylejew napisał do matki list z Schaffhausen w Szwajcarii.
Po powrocie do Rosji Rylejew służył w 11 kompanii artylerii konnej, stacjonującej w osadzie Biełogorje, w ujeździe ostrogoskim guberni woroneskiej. Tam też poznał najmłodszą córkę wschodniosłobodzkiego ziemianina z kozackiego rodu Tewiaszewów, Natalię Michajłowną. Na prośbę Tewiaszewów Rylejew odszedł z wojska w stopniu podporucznika (26 grudnia 1818 r.), przygotowując się do małżeństwa, ale ślub z Natalią odbył się dopiero 22 stycznia 1820 r. Po ślubie nowożeńcy przenieśli się do Petersburga.
W stolicy od 1821 r. Rylejew był asesorem petersburskiej Izby Karnej, a od 1824 r. – kierownikiem kancelarii Rosyjsko-Amerykańskiej Kompanii Handlowej. Tam poznał poznał Michaiła Spieranskiego i Nikołaja Mordwinowa.
W 1820 r. napisał słynną satyryczną odę Do faworyta („К временщику”). 25 kwietnia 1821 wstąpił do Wolnego Towarzystwa Miłośników Literatury Rosyjskiej. W latach 1823–1825 Rylejew wraz z Aleksandrem Bestużewem publikowali roczny almanach „Polarnaja zwiezda” („Gwiazda Polarna”). Poeta był członkiem petersburskiej loży masońskiej „Płomienna Gwiazda”. W stolicy cieszył się przyjaźnią A. Gribojedowa, stykał się z A. Puszkinem, A. Delwigiem, N. Gniediczem.
Już w 1823 r. został członkiem Towarzystwa Północnego dekabrystów (obok ks. Siergieja Trubieckoja, ks. Eugeniusza Oboleńskiego, Aleksandra Bestużewa i Aleksandra Murawjowa), stając na czele jego najbardziej radykalnego skrzydła, zwanego rylejewcami. Początkowo zajmował umiarkowane stanowiska konstytucyjnomonarchistyczne, później jednak stał się zwolennikiem ustroju republikańskiego. Uważany był za najbardziej proamerykańskiego ze wszystkich dekabrystów, był przekonany, że nie ma dobrych rządów na świecie, z wyjątkiem USA.
Pod nieobecność Trubieckoja kierował przygotowaniami Towarzystwa Północnego do zamachu stanu. Jako jeden z głównych organizatorów nieudanego powstania dekabrystów 14 grudnia?/26 grudnia 1825, został aresztowany, kiedy załamany przebiegiem wydarzeń wrócił do domu. Rylejew spędził około 7 miesięcy w Rawelinie Aleksiejewskim Twierdzy Pietropawłowskiej. W celi wydrapał na cynowej misce swój ostatni wiersz.  W czasie uwięzienia był często przesłuchiwany, ale miał możliwość prowadzenia korespondencji. W śledztwie brał całą winę na siebie i bronił współtowarzyszy. Jego zeznania i listy (m.in. do żony) świadczą o tym, że przeszedł na pozycje ultrachrześcijańskie, monarchistyczne i wiernopoddańcze. Wraz z P. Pestelem, S. Murawjowem-Apostołem, P. Kachowskim i M. Biestużewem-Riuminem został skazany na karę śmierci przez poćwiartowanie, ale wszystkim osądzonym złagodzono wyrok, który miał zostać wykonany przez powieszenie.
Podczas egzekucji trzech dekabrystów (Rylejew, Murawjow-Apostoł, Kachowski) zerwały się sznury szubienic. W tej sytuacji tradycja nakazywała darowanie życia skazańcom, jednak wykonawcy wyroku byli zdeterminowani. Podduszony Kondratij Rylejew zawołał wówczas: „Przeklęty kraj! Kraj, w którym nie umiemy zorganizować spisku, osądzić ludzi ani nawet ich powiesić”. Wyrok ostatecznie wykonano.
Mimo zakazów utwory Rylejewa po jego śmierci stały się bardzo popularne, a według Hercena powszechne było posiadanie odpisów dzieł romantyka.

## Twórczość
Uważany jest za najwybitniejszego przedstawiciela dekabrystowskiego romantyzmu, jednak wczesna twórczość poety (do 1820 r.) nie cechowała się ani oryginalnością, ani artyzmem. Były to głównie elegie miłosne, idylle, wiersze albumowe i epigramaty reprezentujące jeszcze oświeceniowe konwencje artystyczne i lirykę epikurejską. Przełomowym utworem okazała się satyra polityczna Do faworyta odczytywana ówcześnie, jako krytyka gen. Aleksieja Arakczejewa, ulubieńca cara Aleksandra I, choć utwór miał charakter uniwersalny.
W następnych latach powstały kolejne utwory.
- Dumy (1825) – cykl ballad patriotyczno-historycznych nawiązujących do Śpiewów historycznych Juliana Ursyna Niemcewicza i eksplorujących materiał faktograficzny zawarty w Historii państwa rosyjskiego Nikołaja Karamzina, przy czym Rylejew traktował dzieje dość swobodnie, dążąc do uzasadnienia idei dekabrystowskich. W cyklu tym nastąpiła romantyczna pochwała patriotyzmu połączonego z buntem przeciw z tyranii rodzimej lub obcej. Wśród tak widzianych postaci historycznych znaleźli się Oleg, Światosław, Dymitr Doński, Borys Godunow, Dymitr Samozwaniec, Iwan Susanin, Bohdan Chmielnicki, Jermak i inni. Swoboda artystyczne w traktowaniu postaci historycznych szczególnie widoczna jest w ukazaniu postaci Andrieja Kurbskiego[14].
- Wojnarowski(inne języki) (1825) – największe osiągnięcie poety, pierwszy, a zarazem jedyny w literaturze rosyjskiej poemat, w którym los bohatera nie jest motywowany nieszczęśliwą miłością, lecz walką polityczną[15]. Historyczną osnowę utworu stanowiły wydarzenia z okresu wojny północnej. Konflikt między Ukrainą hetmana Iwana Mazepy a Rosją Piotra I ukazany został jako starcie dwóch systemów: republikańskiego z autokratycznym. W żywym dla romantycznych rewolucjonistów konflikcie wartości między wiernością wobec władcy a walką o wolność Rylejew uznawał bunt i carobójstwo za uzasadnione, chociaż fatalistycznie przewidywał klęskę powstania[14]. Utwór w języku polskim ukazał się w 1861 r. poza zasięgiem rosyjskiej cenzury nakładem księgarni J.K. Żupańskiego w Poznaniu jako bezimienne tłumaczenie, a w rzeczywistości w przekładzie Władysława Syrokomli[16][17][18][19].
- Nieukończone poematy (1824–1825, m.in. Nalewajko (Spowiedź Nalewajki[20]) odwołujący się do losów Seweryna Nalewajki), w których również wieszczył klęskę rewolucyjnego zrywu.
- Pisane wspólnie z Bestużewem piosenki satyryczno-agitacyjne reprezentujące lirykę polityczną, formą nawiązujące do pieśni ludowych, a popularyzujące idee dekabrystów, m.in. zniesienie pańszczyzny[21].

## Związki z kulturą polską
Rylejew nauczył się języka polskiego w już podczas służby w Korpusie Kadetów od swojego kolegi, Zygmuntowicza. Tłumaczył Niemcewicza, Naruszewicza i Trembeckiego. Tego pierwszego także naśladował i podziwiał.
Przyjaźnił się z Janem Tadeuszem Bułharynem (Rylejew tłumaczył z języka polskiego Drogę do szczęścia i w przeddzień powstania powierzył Bułharynowi swoje wiersze, które dzięki temu ocalały), ludźmi z kręgu Adama Mickiewicza: Franciszkiem Malewskim, Józefem Jeżowskim, oraz z samym Mickiewiczem. Utwory tego ostatniego zaczął tłumaczyć jako pierwszy z poetów rosyjskich. Jednym z pierwszych utworów Mickiewicza tłumaczonych przez Rylejewa były Lilije, której to ballady przyszły dekabrysta jednak do końca nie przetłumaczył. U Rylejewów w domu nr 72 nad rzeką Mojką Mickiewicz poznał przedstawicieli ruchu spiskowego, którzy w zesłańcu z ziem Wielkiego Księstwa Litewskiego widzieli nie tylko wybitnego pisarza, lecz również ofiarę samodzierżawia. Poeta z Nowogródka przywołuje Rylejewa w słynnym wierszu Do przyjaciół Moskali w Ustępie do III części Dziadów:
Gdzież wy teraz? Szlachetna szyja Rylejewa,

Którąm jak bratnią ściskał, carskimi wyroki

Wisi do hańbiącego przywiązana drzewa;

Klątwa ludom, co swoje mordują proroki.
Według niektórych opinii wymieniony w Mickiewiczowskim Pomniku Piotra Wielkiego (we wspomnianym Ustępie) wieszcz ruskiego narodu to również Rylejew, a nie Puszkin.
Rylejew jednak, w przeciwieństwie do Towarzystwa Południowego, uważał ziemie zabrane za część Wszechrusi, o czym między przyjaciółmi zapewne nie było dyskusji.
W 1948–1953 r. wydawnictwo Książka i Wiedza wydało pocztówkę z portretem Rylejewa, krótkim biogramem i strofą wiersza Mickiewicza Do przyjaciół Moskali.